# Ди Джакомо, Сальваторе
Сальваторе Ди Джакомо (итал. Salvatore Di Giacomo; 1860—1934) — итальянский поэт, прозаик и драматург, в основном писал на неаполитанском диалекте. В своих стихах и прозах правдиво и лирично показал бедность, страсть и драму неаполитанской жизни.
Вместе с Эрнесто Муроло, Либеро Бовио и Э. А. Марио был создателем так называемого золотого века неаполитанской песни.

## Ранняя карьера
Ди Джакомо недолго изучал медицину, в основном, чтобы удовлетворить желания отца, но отказался от неё ради жизни поэта. В 1880 году он основал литературный журнал «Фантазия» и, как и многие молодые писатели, прошел разнообразную практику, работая в типографии, в качестве журналиста, и публикуя некоторые из своих ранних стихов в неаполитанской ежедневной газете «Утро». Он даже написал серию юношеских рассказов.
Он всегда любил библиотеки, а также литературные и исторические исследования; основал в ходе своей карьеры «Луккский отдел» в Национальной библиотеке Неаполя и занимал должность помощника библиотекаря в библиотеке консерватории Сан-Пьетро-а-Майелла. Совместно с Бенедетто Кроче он создал литературный журнал «Благороднейший Неаполь».

## Пьесы и тексты песен
Пьесы ди Джакомо, такие как «Сан-Франческо» и «Ассунта Спина», представляют собой горькие истории о жизни на рубеже веков в Неаполе: десятилетнее обновление города, которое переселило десятки тысяч человек, чьё здоровье разрушено в результате тяжёлого труда, проституции, предательства, тюрьмой, преступностью. Будучи автором песен, он писал для знаменитого Неаполитанского фестиваля «Песни Пьедигротты».
Автор книги по истории театра «Сан-Карлино» (Неаполь).

## Пьесы
- «В тюрьме Сан-Франчиско» (1896, Театр Сан-Фердинандо, труппа Стелла)
- «Месяц Марии» (1898, Театр Верди, та же труппа)
- драма «Ассунта Спина» (1909, Театр Нуово, труппа Панталена)